# Eugénio Vaz Pacheco do Canto e Castro
Eugénio Vaz Pacheco do Canto e Castro (Ponta Delgada, 8 de Novembro de 1863 — Ponta Delgada, 28 de Julho de 1911), mais conhecido simplesmente por Eugénio Pacheco, foi um intelectual e político açoriano, defensor das causas republicana e autonomista, que desenvolveu intensa e variada acção nos domínios da investigação científica, da pedagogia e do jornalismo de intervenção político-social.

## Biografia
Eugénio Pacheco nasceu na Casa dos Pachecos, na freguesia de São Pedro da cidade de Ponta Delgada, filho de João Silvério Vaz Pacheco de Castro e de Emília Carolina do Canto, um casal ligado às melhores famílias da aristocracia micaelense. Foi sobrinho de Eugénio do Canto (1836-1915).
Após concluir os estudos secundários em Ponta Delgada, matriculou-se no curso de Filosofia Natural da Universidade de Coimbra, onde se formou no ano lectivo de 1886. Concluído o curso partiu para Paris, onde realizou um estágio de aperfeiçoamento em Mineralogia, permanecendo cerca de um ano em França. Esta estadia coincidiu com o período em que o seu tio José do Canto se encontrava em Paris.
Em 1888 regressou à ilha de São Miguel, sendo nesse mesmo ano nomeado professor do Liceu Nacional de Ponta Delgada, de que seria reitor entre 1890 e 1894, iniciando uma carreira docente que manteria durante toda a sua vida.
Nos anos seguintes, a par da sua actividade pedagógica, creditou-se como investigador na área da História Natural, em particular no campo da petrologia e mineralogia, e como jornalista e político.
No campo da mineralogia e da petrologia dirigiu a Secção de Geologia e Mineralogia do então Museu Municipal de Ponta Delgada, o actual Museu Carlos Machado, instituição cuja comissão administradora e protectora integrou a partir de 1890 por nomeação da Câmara Municipal de Ponta Delgada. Também no Liceu Nacional de Ponta Delgada, onde era docente, montou um laboratório destinado a executar análises químicas e microscópicas de minerais, no qual graciosamente integrou o material que adquirira para uso próprio em Coimbra e em Paris.
O seu interesse pelas questões mineralógicas e petrológicas das rochas micaelenses levou a que realizasse diversos estudos que foram pioneiros nesses campos em Portugal, com destaque para a análise microscópica de rochas. Uma memória sobre as características microscópicas de rochas das ilha de São Miguel que publicou em 1888 foi a primeira publicação portuguesa sobre microscopia de rochas.
No seu trabalho de investigação e divulgação científica no campo da geologia, mineralogia e petrologia, manteve correspondência sobre temas científicos com alguns dos mais relevantes cientistas portugueses, espanhóis e franceses do seu tempo, nomeadamente com Nery Delgado, Paul Choffat, Francisco Quiroga, Alfred Lacroix e Ferdinand Fouqué. Por proposta de Fouqué foi feito membro da Sociedade Francesa de Mineralogia (Société française de minéralogie).
Demonstrou grande interesse pelo publicismo, apoiando a criação e a produção de numerosos periódicos, nos quais deixou valiosa colaboração. Foi fundador, proprietário, redactor, impressor e administrador do jornal O Preto no Branco,  foi redactor do periódico Autonomia dos Açores e colaborador de vário periódicos, entre os quais o Archivo dos Açores, O Norte (da Ribeira Grande), O Novo Micros, o Diário de Annúncios e o O Localista.
Nas suas colaboração para periódicos, que na maior parte aparecem assinadas como Eugénio Pacheco, tratou questões diversas, nomeadamente, etnográficas, filosóficas, históricas, linguísticas, literárias, pedagógicas, entre outras. Assumiu a defesa de alguns temas politica e socialmente complexos, entre os quais a criação de cooperativas de consumo e de sindicatos agrícolas, a regulação do crédito rural e a criação do ensino agrícola elementar. Também participou no debate sobre a emigração e a falta de braços para a agricultura, temática muito querida das elites terratenentes micaelenses e terceirenses da época, defendendo a protecção aos emigrantes contra contractos ilegais. No campo da educação, defendeu o alargamento do ensino técnico e a instituição de subsídios a estudantes pobres. Alguma dessa colaboração foi editada sob a forma monográfica.
Teve participação activa no primeiro movimento autonomista da década de 1890, aliado a monárquicos próximos do Partido Progressista e a alguns republicanos. Com o andar do tempo foi evoluindo para a causa republicana, o que aliado ao seu estilo jornalístico crítico da vida política local gerou vários conflitos e inimizadas na sociedade micaelense. Também neste período, dedicou-se à promoção do turismo, sendo um dos fundadores, com E. F. Travassos, M. F. Cordeiro e A. J. Fernandes, da Sociedade Propagadora de Notícias Micaelenses.
Em comissão de estudo patrocinada pelo então Presidente do Conselho de Ministros, o micaelense Ernesto Hintze Ribeiro, partiu em Outubro de 1902 para Boston, Estados Unidos da América, com a tarefa de conhecer os laboratórios de línguas da Universidade de Harvard. Apesar de não ter sido bem sucedido e a estada em Boston ter sido curta, entre 14 de Fevereiro e 16 de Maio de 1903 publicou semanalmente em Cambridge, Massachusetts os 13 números do jornal Açores-América, periódico que tinha por objectivo a promoção sócio-cultural dos açorianos emigrados na Nova Inglaterra e a promoção dos ideais republicanos. Nesse periódico teve a importante colaboração do médico e poeta Garcia Monteiro, de origem faialense, tendo sido relevante a propaganda a favor das ideias e iniciativas visando o progresso da colónia açoriana ali emigrada.
Terminada a sua permanência em Boston, em 1903 fixou-se em Lisboa, onde passou a leccionar. Regressou a Ponta Delgada, onde faleceu pouco depois.
Na toponímia da cidade de Ponta Delgada existe a «Rua Doutor Eugénio Pacheco».

## Obras publicadas
Para além de muitos outros textos dispersos pelos periódicos da época, com destaque para O Preto no Branco de que foi proprietário e editor, é autor das seguintes publicações:
- (1886) "Do logar do homem na natureza" in O Instituto, vol. 33, 11: 572-586.
- (1887) "Do logar do homem na natureza" in O Instituto, vol. 34, 1: 29-41, 2: 86-96 (incompleto).
- (1887)  "Note sur les propriétés optiques de quelques minéraux des roches de l'archipel açoréen" in Bulletin de la Société française de minéralogie, vol. 10, pp. 303–313.
- (1888) Recherches micrographiques sur quelques roches de l'Île de San Miguel. Imprensa Nacional, Lisboa.
- (1890) Ensaio critico sôbre a bibliographia geológica dos Açores e nomeadamente de S. Miguel. Ponta Delgada, Typ. do Archivo dos Açores (separata do Arquivo dos Açores, vol. 11, pp. 268–303).
- (1891) Annuario do Lyceu Nacional de Ponta Delgada para o anno de 1890 a 1891, seguido dalguns documentos para a Historia da Instrucção Publica em São Miguel. Ponta Delgada, Typ. do Archivo dos Açores.
- (1892) Resposta à consulta do governo de 22 de Fevereiro de 1892 - sobre os serviços dos Lyceus. Ponta Delgada, Typ. do Campeão Popular.
- (1893) Regulamento interno da Sociedade Cooperativa Michaelense, approvado nas sesões da Direcção dos dias 18 e 20 de Junho de 1893. Ponta Delgada, Tipografia Minerva.
- (1893) Carta à Snrª D. Alice Moderno ácerca da autonomia dos Açores datada de 29-XI-1893. Ponta Delgada, Tip. Minerva.
- (1894) A Philosophia da Natureza dos Naturalistas. Ponta Delgada, Typ. do Campeão Popular.
- (1895) Escravatura Branca. Ponta Delgada, Tip. Elzeviriana.
- (1896) "Discurso comemorativo", in Magalhães, L. e Lima, J. M. (editores), Antero de Quental - In Memoriam. Porto, Ed. Genelioux e Lugan: 337-348.
- (1897) Tombo Michaelense - Documentos referentes à ilha de São Miguel, vol. I [e único]: Junta Governativa de 1846. Ponta Delgada.
- (1898) Consulta sobre a reforma do ensino secundário pela commissão do Lyceu de Ponta Delgada. Ponta Delgada, Typ. de Eugénio Pacheco.
- (1898) Esboço de uma analyse psycologica (O capitão Chaves). São Miguel, Tipo-litografia Ferreira (separata de A Actualidade, 47).
- (1899) Estudos gerais II - Orthographia e Majusculação. Ponta Delgada, Imp. de Eugénio Pacheco (separata de O Preto no Branco, 160-161).
- (1899) Dos impossíveis em Philosophia Natural. Ponta Delgada, Imp. de Eugénio Pacheco.
- (1899) Crítica dum livro - Os alienados nos Açores. Ponta Delgada, Imp. de Eugénio Pacheco.
- (1899) Pontos nos ii (análise crítica do "Açores Médico" do Prof. Miguel Bombarda). Coimbra, Tip. França Amado.
- (1899) A propósito do catálogo da Antheriana (carta à redacção do Heraldo). Ponta Delgada.
- (1899) Noções sintéticas de Física Positiva. Ponta Delgada.
- (1899) S. A. S. o Príncipe de Mónaco e os seus serviços à causa açoriana. S. Miguel, Tip. Ferreira.
- (1901) A cal e as febres typhoides. Carta aos Exmos. Redactores do Archivo Medico dos Açores. Ponta Delgada, Tip. do Localista.
- (1905) The Tokyo Imperial University calendar. Lisboa, Imp. Nacional (separata do Boletim da Direcção Geral da Instrução Pública, I-III)